# Quercus inopina
Quercus inopina Ashe – gatunek roślin z rodziny bukowatych (Fagaceae Dumort.). Występuje naturalnie w południowo-wschodnich Stanach Zjednoczonych – na Florydzie. 

## Morfologia
PokrójZimozielone krzew dorastający do 5 m wysokości. Kora ma szarą barwę.
LiścieBlaszka liściowa ma kształt od owalnego do eliptycznego lub odwrotnie jajowatego. Mierzy 4,5–8,5 cm długości oraz 2,5–4,5 cm szerokości, jest całobrzega, ma nasadę od ostrokątnej do sercowatej i tępy lub zaokrąglony wierzchołek. Ogonek liściowy jest nagi i ma 2–9 mm długości.
OwoceOrzechy zwane żołędziami o kształcie od jajowatego do niemal kulistego, dorastają do 9–18 mm długości i 10–18 mm średnicy. Osadzone są pojedynczo w miseczkach w kształcie kubka, które mierzą 6–8 mm długości i 5–8 mm średnicy. Orzechy otulone są w miseczkach do 35–50% ich długości.

## Biologia i ekologia
Rośnie w zaroślach oraz na piaszczystym podłożu, na terenach nizinnych.